# Kasemek
Kasemek is een bestuurslaag in het regentschap Bondowoso van de provincie Oost-Java, Indonesië. Kasemek telt 2310 inwoners (volkstelling 2010).